# The Fame Ball Tour
A The Fame Ball Tour Lady Gaga amerikai énekesnő első koncertkörútja volt, amellyel a The Fame (2008) című debütáló stúdióalbumát népszerűsítette. Az észak-amerikai koncertek márciusban kezdődtek, amit óceániai fellépések és egy európai szólóturné követett. Ezt követően ázsiai fellépések következtek, valamint két fellépés az angliai V fesztiválon és két, áprilisról elhalasztott észak-amerikai koncert. Gaga a turnét úgy jellemezte, mint egy vándorló múzeumi előadást, amely Andy Warhol pop-performansz művészeti koncepcióját foglalja magába. Jegyeket jótékonysági szervezetek számára is osztottak. Gaga alternatív változatokat is tervezett a műsorhoz minimális eltérésekkel a különböző helyszínekhez igazodva.
A műsor négy szegmensből állt, minden egyes szegmenst a következő szegmenshez vezető videós bejátszó követett; a koncert ráadással zárult. A dallista a debütáló album dalaiból, valamint a Future Love című kiadatlan számból állt. Gaga előadása több jelmezváltással járt, köztük egy innovatív, teljes egészében műanyag buborékokból készült ruhát is viselt. A turné első észak-amerikai szakasza után egy kisebb változtatásokat tartalmazó alternatív dallistát használtak. A turnét a kritikusok elismeréssel fogadták, dicsérték Gaga énekhangjának tisztaságát és divatérzékét, valamint azt, hogy profi művészként jelenik meg a színpadon.

## Háttér
A turnét hivatalosan 2009. január 12-én jelentették be Gaga hivatalos Myspace oldalán. Ez volt az első önálló turnéja; korábban a New Kids on the Block New Kids on the Block: Live turnéjának, valamint a Pussycat Dolls Doll Domination Tourjának felvezető előadójaként lépett fel. Gaga ezt mondta: „Azon gondolkodom, hogyan tükrözhetné az egész [a turné] Andy Warhol elképzeléseit: előadó művészet, multimédia, divat, technológia, videók, filmek. Ez mind benne lesz majd, ez egy utazó múzeumi show lesz.” Gaga a Pussycat Dolls-zal való turnézása közben kezdte el tervezni saját turnéját. Az MTV Newsnak adott interjújában mesélt a koncertsorozatról:

„Ez igazándiból nem is egy turné, sokkal inkább egy utazó buli. Azt akarom, hogy ez egy igazi élmény legyen attól a perctől kezdve hogy besétálsz a bejáraton és elkezdek énekelni. És amikor vége lesz, mindenki megnyomja a visszatekerést, és újra átéli az egészet. [...] Olyan lesz, mintha az 1974-es New Yorkban járnál: Az előtérben egy művészeti installáció, a nagyteremben egy DJ pörgeti a kedvenc lemezeidet, majd a színpadon a legmegrendítőbb előadás, amit valaha láttál. [...] Minden nap minden percében telefonálok, beszélek az emberekkel, kreatívkodom, tervezem ezt a Ballt [a turnét], és a turnémenedzserem állandóan azt mondja: „Gyerünk, mennünk kell, most azonnal indulnunk kell” [...] De számomra a Ball annyira fontos. Annyira szeretném, hogy minden egyes dollár, amit mindenki a műsoromra költ, megérje. És igen, sokat fizetek érte – a saját zsebemből. De ez rendben van. Engem egyszerűen nem érdekel a pénz.”

Gaga három változatot készített a műsorából, hogy különböző méretű helyszíneken játszhasson. A Billboardnak adott interjújában így nyilatkozott,

„Folyton a turnémon agyalok, fáradtan és egyben izgatottam várom már, [...] Ez teljesen más, mint bármi amit láthattál tőlem az elmúlt évben. A legfantasztikusabb [a showban] hogy miközben megterveztem, épp egy másik, sokkal kisebb méretű turnén voltam, a [Pussycat] Dolls előtt fellépve. Olyan lesz ez számomra mint egy csodálatos kreatív-orgazmus, [...] a koncertjeim többé nem lesznek lekorlátozva egy bizonyos struktúrára. Nem lesznek határok. Szabad vagyok. [...] Szeretném, ha lenne egy átlátható listám az egyes helyszínek méreteiről, hogy az összes technológiát és látványt megfelelően tudjuk kivitelezni. Napokkal előre fel kell készülnöm mentálisan, különben nem lesz jó műsorom... Minden show A-kategóriás lesz, mire befejezem a kiabálást. – 'Akasszátok fel! Akasszatok fel mindent! Keressetek egy helyet, ahova felakaszthatjátok!' Ez lesz a mottóm.”

A dallista elsősorban debütáló albumának dalaiból állt, de néhány új dal, például a Fashion is helyet kapott rajta az Egy boltkóros naplója filmzenéjéről. Májusban, az Edmonton Sunnak adott interjú során Gaga bejelentette, hogy a turné nyáron folytatódik az európai fesztiválokon. Egy nagyobb észak-amerikai turné terveit is bejelentette, beleértve Kanadát is. Gaga kifejtette, hogy a show állítólag sokkal nagyobb lesz, mint az előző verzió. Azt mondta: „Ó, fogalmatok sincs, [...] A turné, amit most fogunk bejelenteni, olyan álom, hogy szinte minden nap meg kell csípnem magam, hogy emlékeztessem magam, hogy ez valóság”.

## A koncert összefoglalása
A műsor alapvetően négy részből áll, az utolsó rész a ráadás. A műsor egy The Heart című videóval veszi kezdetét, amelyben Gaga egy alteregó-szerepben, „Candy Warhol”-ként szerepel. A videóban Gagát öltözködés közben láthatjuk, pólóján rózsaszín szív szimbólummal, majd azt mondja: „A nevem Lady Gaga, és ez az én házam”. A videó egy hatalmas, a színpad mögött elhelyezkedő képernyőn volt látható. A videó vége felé közeledve, elindul egy visszaszámlálás tíztől, melynek végén Gaga megjelenik a színpad közepén, miközben táncosai üvegdarabokkal díszített fémlemezekkel körbeveszik őt. Gaga fekete, tütüszerű ruhát visel, melyen a mellkasának bal oldalánál egy ezüst színű háromszög van. (Néhány koncerten üvegdarabokból készült maszk is látható volt rajta a nyitánynál.) DJ Space Cowboy eközben a színpad egyik sarkában ül a háttérzenét játszva. Gaga, részben eltakarva a fémlemezek által Paparazzi című dalát kezdi el énekelni.
A dal végén fényképezőgépek folyamatos kattogása hallatszik. Gaga a Starstruck és LoveGame című számainak egyvelegével folytatja az előadást, melyhez már táncosai is aktívan csatlakoznak. Gaga a védjegyévé vált „Disco stickkel” a kezében kezd el táncolni. A LoveGame után egy monológot mond a „3009” évről. „Bejártam a világot, és mikor hazaértem, még mindig éreztem a kapzsiság bűzét” – mondja Gaga, mielőtt elkezdi énekelni a Beautiful, Dirty, Rich dalt. Ezt a The Brain videó-közjáték követi, melyben Gaga ismét „Candy Warhol”-ként szerepel, és a haját kefélgeti. A videó végén táncosai egy vespán a színpadra tolják az immár fekete-fehér egyrészes ruhába öltözött Gagát. Ezután elénekli a The Fame dalát. Ezt egy beszéd követte. Majd a Money Honey-t adja elő a táncosokkal, akik hátizsákot viselnek. Az Eh, Eh (Nothing Else I Can Say) következik, Gaga pedig egy felborított dominókból készült fejfedőt visel.
Gaga elhagyja a színpadot, majd hamarosan egy műanyagbuborékokból álló ruhában tér vissza. Leül egy üvegzongora elé, és elkezdi énekelni a Poker Face akusztikus változatát. Néha a lábát a zongorára teszi, és még tűsarkú cipőjével is játszik rajta. Majd köszönetet mond a közönségnek, és meglepi őket azzal, hogy előadja a Future Love című kiadatlan, új dalát, amelynek szövege távoli galaxisokra, mechanikus szívekre és csillagképekre utal. A dal eléneklése közben egy világító próbababa vette körül. Gaga ezután elhagyja a színpadot, hogy újból átöltözzön, s közben a The Face című videót játsszák.
Ismét egy tütüszerű ruhában jelenik meg, melynek hegyes vállrésze van. A hátteret villogó diszkófények váltották fel, Gaga a színpad közepére áll, és a Poker Face videóklipjében is látható videószemüvegén a „Pop Music Will Never Be Low Brow” felirat jelenik meg. Elkezdődött a Just Dance introjának remixe, és Gagához csatlakoztak táncosai a színpadon. Amikor a dal átvált a bridge-re, Gaga ismét megkapja a „disco stick”-jét, és azzal adja elő a bridge-t. A végén a dal remixelt változatára vált. Ezután Gaga és a táncosok, akikhez DJ Space Cowboy vagy DJ Nicodemus is csatlakozott, meghajolnak a közönség előtt. Gaga visszatér táncosaival a ráadásra. A koncert ráadásaként a Boys, Boys, Boys és a Poker Face eredeti verzióját adták elő. Gaga admirális sapkát viselt, melyen a „Gaga” szó volt látható.

## A kritikusok értékelései

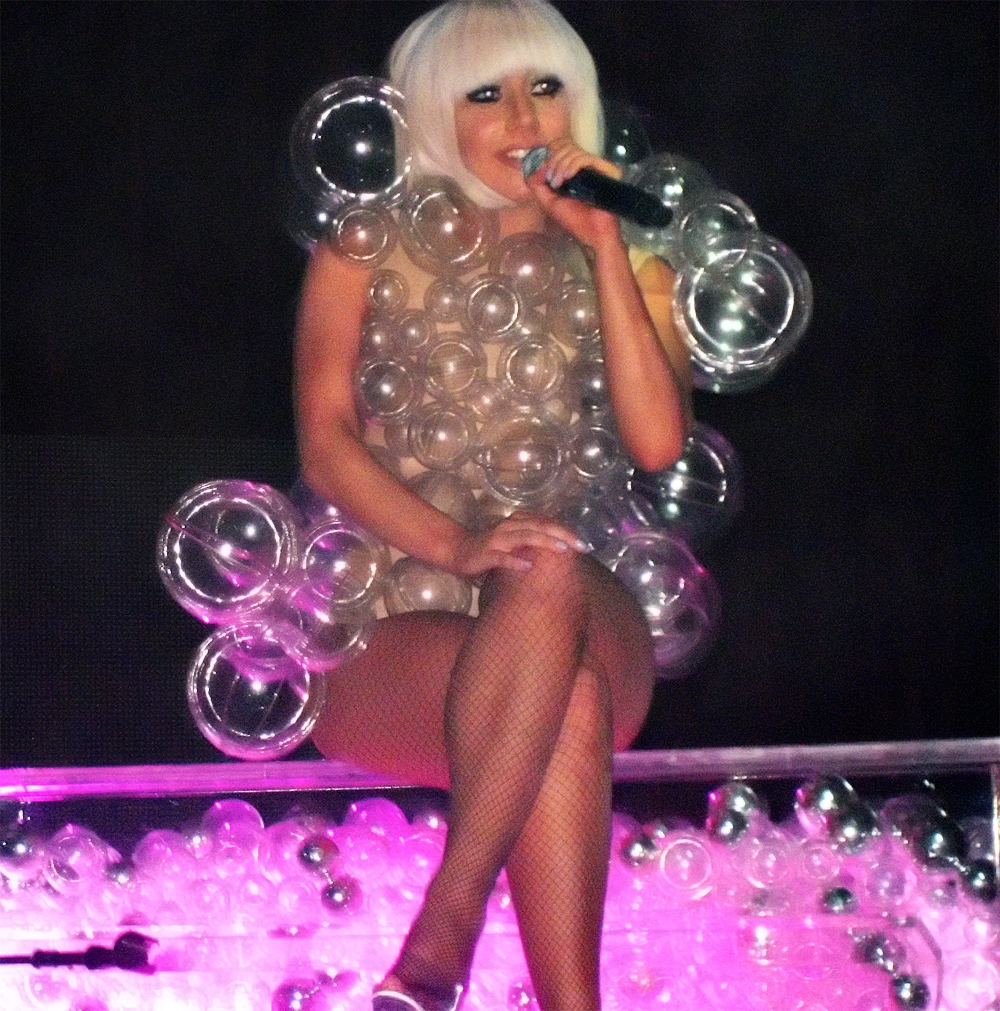
Gaga a közönséghez beszél, miközben műanyag buborékokból készült ruhát visel

Sheri Linden a Yahoo! oldaláról pozitív kritikát adott a koncertről, mondván: „Gaga első színházi turnéja egy menő ajánlat – és a Lady nem okozott csalódást. Madonnából, Grace Jonesból, David Bowieból, és Daryl Hannah Szárnyas fejvadászából is merítve Gaga egy lenyűgöző showt rakott össze, [...] három bőrnadrágos táncossal, több jelmezváltással, színházi kellékekkel, és egy DJ-vel, aki zenei kíséretet biztosít.” Christopher Muther a The Boston Globe-tól a House of Bluesban tartott koncertről a következőket írta: „Az ének és a látvány kombinációja közönségcsalogató és üdítő volt. Klubba illő dalait egy olyan nő adta elő, aki egyértelműen tanult, intelligens és tehetséges.” Lynn Saxberg az Ottawa Citizentől rendkívül pozitívan értékelte az általa látott, Ottawában, a Bronston Centre-ben tartott koncertet. „[Gaga és Space Cowboy] az eddigi talán legvadabb látványosságot hozták el a Bronson Centre-be, egy akciótól zsúfolt zenei cirkuszt fényelemekkel, videókkal, mesterséges köddel, és a koreográfiával. Színházi elemekben erős koncert, de ez nem azt jelenti, hogy a zenében gyenge volna.” – mondta. Saxberg-et Gaga divathoz való érzéke is lenyűgözte, és tetszett neki az összes ruhaváltás eredménye, majd azt írta „Egy óra alatt Gaga bebizonyította sztárerejét azzal, hogy az összes slágerét felvonultatta, a Motowntól a 80-as évek popzenéjéig terjedő hatásokat hallhattunk, és félelmet nem ismerő divatérzéket mutatott be több jelmezváltással, amelyek közül egyik sem takarta a fenekét.” Whitney Pastorek-ből, az Entertainment Weekly írójából vegyes érzéseket váltott ki a koncert. Néha túlzottan bolondosnak találta a showt, és a vizuális elemek használatát sem találta jónak, de az énekesnő hangja őt is lenyűgözte. Minden nagyképű hencegése ellenére Gaga tehetségének talán ez a legvitathatatlanabb aspektusa: tud énekelni, és ezt meg is teszi!”. A koncertet úgy jellemezték, hogy „olyan öltözködési kísérletezés volt, amely a Rocky Horrort farsangi bállá tette. Biztosak lehetünk benne, Andy Warhol is megmozdult a sírjában.”
Andy Downingot a Chicago Tribune-tól lenyűgözte a House of Bluesban adott koncert, és azt mondta: „A munka kifizetődik. Alig néhány hete indult első országos önálló turnéja, a 22 éves New York-i [...] máris úgy uralja a színpadot, mint egy tapasztalt profi”. Jill Menze a Billboardtól szintén pozitív kritikát adott az előadásról, és olyan dalokat dicsért, mint a Just Dance, a LoveGame, a Poker Face, a Boys Boys Boys és a Paparazzi. A kritikus azt is elmondta, hogy „Lady Gaga a slágerlistás sikerei alapján bebizonyította, hogy ő a jelenlegi popszenzáció. Ássunk mélyebbre, és egyértelmű, hogy elég sokoldalú és tehetséges ahhoz, hogy maradandót alkosson.” Mikel Wood a Rolling Stone-tól szintén pozitív kritikát adott és a Boys Boys Boyst találta leginkább magával ragadónak. Kiemelte a koncert során bemutatott ruhakölteményeket is. Craig Rosen, a The Hollywood Reporter munkatársa szerint „Lady Gaga megmutatta, hogy komoly vetélytársa lehet Madonnának [...] Lehet, hogy viszonylag újonc, de a Stefani Joanne Germanotta néven született művésznő egyórás szettje alatt fejedelmi módon uralkodott a színpadon, néha még egy világító jogart is viselt”.

## Felvezető előadók
- The White Tie Affair[2] (Észak-Amerika)
- Chester French[2] (Észak-Amerika)
- Cinema Bizarre[17] (Észak-Amerika)
- Gary Go[2] (Egyesült Királyság)

## Dallista

### Eredeti
Ezt a dallistát 2009. március 12. és május 2. között használták. Gaga később a június 19-i koncertjén is ezt használta.
1. Paparazzi
2. LoveGame (a Starstruck elemeit tartalmazza)
3. Beautiful, Dirty, Rich
4. The Fame
5. Money Honey
6. Eh, Eh (Nothing Else I Can Say)
7. Poker Face (zongorás változat)
8. Future Love
9. Just Dance

Ráadás
1. Boys Boys Boys
2. Poker Face

### Megújított
Ezt a listát 2009. június 26. és augusztus 23. között használták.
1. Paparazzi (Alvinos Remix)
2. LoveGame
3. Beautiful, Dirty, Rich
4. The Fame
5. Money Honey
6. Boys Boys Boys
7. Just Dance
8. Eh, Eh (Nothing Else I Can Say)

Ráadás
1. Brown Eyes
2. Poker Face

## A turné állomásai
| Dátum (2009)  | Város               | Ország           | Helyszín                      |
| Észak-Amerika | Észak-Amerika       | Észak-Amerika    | Észak-Amerika                 |
| ------------- | ------------------- | ---------------- | ----------------------------- |
| Március 12    | San Diego           | Egyesült Államok | House of Blues                |
| Március 13    | Los Angeles         | Egyesült Államok | Wiltern Theatre               |
| Március 14    | San Francisco       | Egyesült Államok | Mezzanine Kettő show          |
| Március 16    | Seattle             | Egyesült Államok | Showbox at the Market         |
| Március 17    | Portland            | Egyesült Államok | Wonder Ballroom               |
| Március 18    | Vancouver           | Kanada           | Commodore Ballroom            |
| Március 21    | Englewood           | Egyesült Államok | Gothic Theatre                |
| Március 23    | Minneapolis         | Egyesült Államok | Fine Line Music Cafe          |
| Március 24    | Chicago             | Egyesült Államok | House of Blues Kettő show     |
| Március 25    | Royal Oak           | Egyesült Államok | Royal Oak Music Theatre       |
| Március 26    | Kitchener           | Kanada           | Elements Nightclub            |
| Március 27    | Ottawa              | Kanada           | Bronson Centre Theatre        |
| Március 28    | Montréal            | Kanada           | Métropolis                    |
| Március 30    | Boston              | Egyesült Államok | House of Blues                |
| Április 4     | Palm Springs        | Egyesült Államok | Oasis Hall                    |
| Április 6     | Orlando             | Egyesült Államok | House of Blues                |
| Április 7     | Tampa               | Egyesült Államok | The Ritz Ybor                 |
| Április 8     | Fort Lauderdale     | Egyesült Államok | Revolution Live               |
| Április 9     | Atlanta             | Egyesült Államok | Center Stage Theater          |
| Április 11    | Palm Springs        | Egyesült Államok | Oasis Hall                    |
| Európa        |                     |                  |                               |
| Április 24    | Madrid              | Spanyolország    | La Cubierta                   |
| Április 25    | Moszkva             | Oroszország      | Famous                        |
| Április 28    | Stuttgart           | Németország      | Club Zapata                   |
| Észak-Amerika |                     |                  |                               |
| Május 1       | Philadelphia        | Egyesült Államok | Electric Factory              |
| Május 2       | New York City       | Egyesült Államok | Terminal 5 Kettő show         |
| Május 3       | Agawam              | Egyesült Államok | Northern Star Arena           |
| Május 4       | Boston              | Egyesült Államok | House of Blues                |
| Május 6       | Austin              | Egyesült Államok | Austin Music Hall             |
| Május 8       | Chula Vista         | Egyesült Államok | Cricket Wireless Amphitheatre |
| Május 9       | Irvine              | Egyesült Államok | Verizon Wireless Amphitheatre |
| Május 10      | West Sacramento     | Egyesült Államok | Raley Field                   |
| Óceánia       |                     |                  |                               |
| Május 25      | Sydney              | Ausztrália       | Paddington Uniting Church     |
| Ázsia         |                     |                  |                               |
| Június 8      | Tokió               | Japán            | Shibuya-AX                    |
| Június 14     | Clarke Quay         | Szingapúr        | The Dome on Merchant Loop     |
| Június 17     | Szöul               | Dél-Korea        | Club Answer                   |
| Észak-Amerika |                     |                  |                               |
| Június 19     | Toronto             | Kanada           | Kool Haus                     |
| Európa        |                     |                  |                               |
| Június 26     | Pilton              | Anglia           | Worthy Farm                   |
| Június 29     | Manchester          | Anglia           | Manchester Academy            |
| Július 1      | Cork                | Írország         | The Marquee                   |
| Július 3      | Werchter            | Belgium          | Werchter Festival Grounds     |
| Július 8      | Floriana            | Málta            | Fuq il-Fosos                  |
| Július 9      | Párizs              | Franciaország    | L'Olympia                     |
| Július 11     | Perth and Kinross   | Skócia           | Balado                        |
| Július 12     | Naas                | Írország         | Punchestown Racecourse        |
| Július 13     | Manchester          | Anglia           | Carling Apollo Manchester     |
| Július 14     | London              | Anglia           | O2 Academy Brixton            |
| Július 16     | München             | Németország      | Zenith die Kulturhalle        |
| Július 17     | Köln                | Németország      | Palladium                     |
| Július 18     | Berlin              | Németország      | Columbiahalle                 |
| Július 20     | Amszterdam          | Hollandia        | Melkweg                       |
| Július 21     | Zürich              | Svájc            | Maag Event Hall               |
| Július 22     | Bécs                | Ausztria         | Gasometer Halle               |
| Július 24     | Ibiza               | Spanyolország    | Eden                          |
| Július 25     | Amszterdam          | Hollandia        | Paradiso                      |
| Július 26     | Hamburg             | Németország      | Stadtpark Freilichtbühne      |
| Július 28     | Helsinki            | Finnország       | Kulttuuritalo                 |
| Július 30     | Oslo                | Norvégia         | Sentrum Scene                 |
| Július 31     | Koppenhága          | Dánia            | K.B. Hallen                   |
| Augusztus 1   | Östersund           | Svédország       | Storsjöyran Festligterräng    |
| Augusztus 2   | Stockholm           | Svédország       | Stora Scen                    |
| Ázsia         |                     |                  |                               |
| Augusztus 7   | Oszaka              | Japán            | Maishima Sports Island        |
| Augusztus 8   | Csiba               | Japán            | Makuhari Messe                |
| Augusztus 9   | Szöul               | Dél-Korea        | Olympic Hall                  |
| Augusztus 11  | Quezon City         | Fülöp-szigetek   | Araneta Coliseum              |
| Augusztus 12  | Szingapúr           | Szingapúr        | Fort Canning Park             |
| Augusztus 15  | Makaó               | Makaó            | Venetian Arena                |
| Augusztus 19  | Tel-Aviv            | Izrael           | Expo Tel Aviv                 |
| Európa        |                     |                  |                               |
| Augusztus 22  | Weston-under-Lizard | Anglia           | Weston Park                   |
| Augusztus 23  | Chelmsford          | Anglia           | Hylands Park                  |
| Észak-Amerika |                     |                  |                               |
| Szeptember 28 | Richmond            | Egyesült Államok | Landmark Theater              |
| Szeptember 29 | Washington, D.C.    | Egyesült Államok | DAR Constitution Hall         |

## Bevételi adatok
| Helyszín                | Város            | Eladott jegyek         | Bevétel  |
| ----------------------- | ---------------- | ---------------------- | -------- |
| House of Blues          | San Diego        | 1000 / 1000            | $18 500  |
| Wiltern Theatre         | Los Angeles      | 2700 / 2700            | $52 904  |
| Gothic Theater          | Englewood        | 1088 / 1088            | $20 000  |
| Royal Oak Music Theatre | Royal Oak        | 1700 / 1700            | $34 000  |
| Métropolis              | Montréal         | 2255 / 2255            | $50 387  |
| The Ritz Ybor           | Tampa            | 1560 / 1560            | $31 065  |
| DAR Constitution Hall   | Washington, D.C. | 3500 / 3500            | $141 004 |
| Összesen                | Összesen         | 13 803 / 13 803 (100%) | $347 860 |

## Fordítás
- Ez a szócikk részben vagy egészben  a   The Fame Ball Tour című angol Wikipédia-szócikk fordításán alapul.  Az eredeti cikk szerkesztőit annak laptörténete sorolja fel. Ez a jelzés csupán a megfogalmazás eredetét és a szerzői jogokat jelzi, nem szolgál a cikkben szereplő információk forrásmegjelöléseként.